# 絶対、彼を奪ってみせる!
『絶対、彼を奪ってみせる!』（ぜったい かれをうばってみせる）は、小泉まりえによる日本のライトノベル作品、イラストは武内直子が手掛ける。1998年9月に講談社の講談社X文庫ティーンズハートより発売。全1巻。

## 登場人物
横沢恭子（よこざわ きょうこ）
主人公。茶色の髪を持つ16歳の少女で、都立の共学高校に通う高校1年生。
三善奈津美（みよし なつみ）
恭子の友達。
立花紀香（たちばな のりか）
中学時代に奈津美と同じクラスになる。私立のお嬢樣学校に通う。
立花先輩（たちばなせんばい）
立花紀香のお兄さんで、高校2年生になる。
岡安響（おかやす ひびき）
小田島（おだじま）
眼鏡を着た青年で、大学生になる。

## 書誌情報
- 『絶対、彼を奪ってみせる!』（著：小泉まりえ/イラスト：武内直子、講談社 - 講談社X文庫ティーンズハート）、全1巻
  1. 1998年9月5日第1刷発行、ISBN 4-06-199797-1